# Trymosternus ariasi
Trymosternus ariasi es una especie de escarabajo de la familia Carabidae.

## Distribución geográfica
Es endémico de la región de Murcia (España).